# اپتومکانیک کاواک

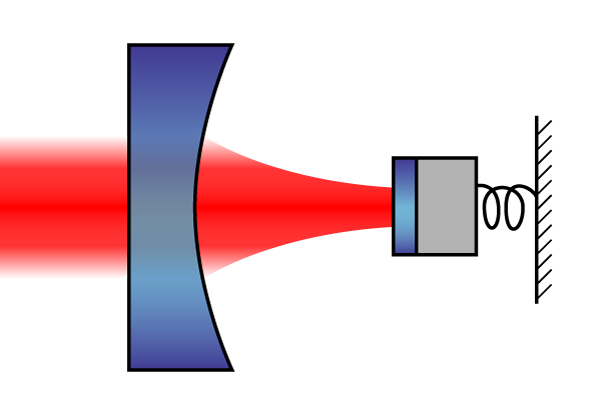
مدل معمولی برای بسیاری از سازه‌ها در اپتومکانیک کاواک یک کاواک نوری متشکل از یک آینه ثابت و یک آینه متحرک یا نوسانگر مکانیکی است.

کاواک اپتومکانیکی شاخه ای از فیزیک است که بر روی برهمکنش بین نور و اجسام مکانیکی در مقیاس‌های کم انرژی تمرکز دارد. این شاخه زمینه ای مشترک از اپتیک، اپتیک کوانتومی، فیزیک حالت جامد و علم مواد است. انگیزه پژوهش در اپتومکانیک کاواک مطالعه بنیادی نظریه کوانتومی و گرانش، و همچنین کاربرد در فن آوری است.
نام زمینه برآمده از اثر مورد نظر اصلی در این رشته‌است که توصیف کننده برهمکنش فشار تابشی بین نور (فوتون) و ماده با استفاده از تشدید کننده‌های نوری است. این موضوع اولین بار در تشخیص امواج گرانشی مطرح شد، چون اثرهای اپتومکانیکی در آشکارسازی امواج گرانشی تداخل سنجی در نظر گرفته شد. علاوه بر این، ممکن است ساختارهای اپتومکانیکی امکان تحقق حالت‌های گربه شرودینگر را فراهم کند. اشیای ماکروسکوپی که شامل میلیون‌ها اتم هستند درجه‌های آزادی جمعی دارند که ممکن است به صورت مکانیکی کوانتومی داشته باشند، مثلاً کره ای با قطر میلیمتری می‌تواند در یک ابرحالت فضایی بین دو مکان مختلف وجود داشته باشد. چنین حالت کوانتومی حرکت اجازه می‌دهد تا به‌طور تجربی فرایند واهمدوسی مطالعه شود، فرآیندی که در آن حالت‌های توصیف شده توسط مکانیک کوانتومی به حالت‌های توصیف شده توسط مکانیک نیوتنی تبدیل می‌شوند. ساختارهای اپتومکانیکی روش جدیدی را برای آزمایش پیش بینی‌های مکانیک کوانتومی و مدل‌های واهمدوسی ایجاد می‌کنند و در نتیجه می‌توانند به برخی از سؤالات اساسی فیزیک مدرن پاسخ دهند.
طیف گسترده‌ای از سیستم‌های تجربی اپتومکانیکی وجود دارد که تقریباً توصیف مشابه دارند، اما در اندازه، جرم و فرکانس کاملاً متفاوت هستند و از اتوگرم و گیگاهرتز تا کیلوگرم و هرتز گسترده هستند. اپتومکانیک کاواک به عنوان جدیدترین نقطه عطف تاریخ فوتون در مجله نیچر فوتونیک به همراه مفاهیم بنیادی و فناوری مانند اطلاعات کوانتومی، نابرابری بل و لیزر معرفی شده‌است.

## مفاهیم اپتومکانیک کاواک

### فرآیندهای فیزیکی
ابتدایی‌ترین برهمکنش نور-ماده این است که پرتو نور از سطح اجسام پراکنده می‌شود (اتم، مولکول، nanobeam و غیره). در پراکندگی نور کشسان، همیشه فرکانس نور فرودی با فرکانس نور خروجی یکسان است  {\displaystyle \omega '=\omega }. پراکندگی نور ناکشسان، در مقابل، همراه با برانگیختگی یا وابرانگیختگی اجسام همراه خواهد بود (به عنوان مثال ممکن است گذارهایی بین ترازهای داخلی اتم رخ دهد). ابا این حال، مستقل از جزئیات الکترونیکی داخلی اتم‌ها یا مولکول‌ها، همیشه ممکن است پراکندگی رامان بر اساس ارتعاش‌های مکانیکی اجسام وجود داشته باشد:
{\displaystyle \omega '=\omega \pm \omega _{m}},
که در آن {\displaystyle } فرکانس ارتعاشی است. ارتعاش‌ها انرژی را به ترتیب در فرایندهای استوکس/پاد استوکس به دست می‌آورند یا از دست می‌دهند، در حالی که باندهای جانبی نوری ایجاد شده در اطراف فرکانس نور فرودی تشکیل می‌شوند، مثلاً
{\displaystyle \omega '=\omega \mp \omega _{m}}.
اگر هر دو این فرایندها (پراکندگی استوکس و پاد استوکس) با آهنگ برابر رخ دهند، ارتعاش‌ها صرفاً جسم را گرم می‌کنند. اما ممکن است با استفاده از یک کاواک اپتیکی فرایند استوکس متوقف شود. این اصل سیستم اپتومکانیکی پایه ای را نشان می‌دهد: یک کاواک نوری راه اندازی شده توسط لیزر با ارتعاش‌های مکانیکی یک جسم جفت شده‌است. این تنظیم بسیار کلی است. هدف از کاواک انتخاب فرکانس‌های اپتیکی (به عنوان مثال، فرونشانی فرایند استوکس) افزایش تشدیدی شدت نور و افزایش حساسیت به ارتعاش‌های مکانیکی است. این سیستم جنبه‌های دو طرفه برهمکنش بین نور و مکانیک را نشان می‌دهد. این بر خلاف انبرک نوری، شبکه نوری یا ارتعاش طیف‌سنجی ارتعاشی است که در آن‌ها میدان نور مکانیک را کنترل می‌کند (یا بالعکس) اما حلقه بسته نشده‌است.